# Lơ xê mi
Lơ xê mi (lấy từ tiếng Pháp: Leucémie, tiếng Anh là: Leukemia) hay bệnh bạch cầu, bệnh máu trắng là bệnh ung thư trong đó tình trạng bạch cầu trong cơ thể người bệnh tăng đột biến. Nguyên nhân của bệnh chưa được xác định cụ thể, nhưng có thể là do các tác động của môi trường như ô nhiễm hóa học, nhiễm chất phóng xạ hoặc cũng có thể do di truyền.
Bạch cầu trong cơ thể vốn đảm nhận nhiệm vụ bảo vệ cơ thể nên chúng hoạt động khá mạnh. Khi loại tế bào này tăng số lượng một cách bất thường, chúng sẽ cạnh tranh nguồn dinh dưỡng và không gian sống với hồng cầu (tế bào máu vận chuyển oxy) và hoạt động không đặc hiệu (tiêu diệt tế bào bình thường trong cơ thể). Hồng cầu bị cạnh tranh nguồn sống và không thể hoạt động bình thường, vì vậy người bệnh sẽ có dấu hiệu bị thiếu máu dẫn đến chết. Đây cũng là căn bệnh ung thư duy nhất không tạo ra khối u rắn.
Hiện nay căn bệnh này đã có một số biện pháp điều trị nhưng hiệu quả không cao. Người dân ở các vùng nhiễm phóng xạ thường có tỉ lệ bị bệnh này rất cao (như 2 thành phố Hiroshima và Nagasaki sau thời Chiến tranh Thế giới thứ hai ở Nhật).
Lơ xê mi cấp tính hay mạn tính đều không liên quan đến yếu tố di truyền.

## Triệu chứng
Khi dạng bạch cầu ung thư phát triển nhanh trong tủy làm đau nhức, đồng thời chiếm chỗ và làm giảm sự phát triển những tế bào máu bình thường khác.
Bệnh nhân có thể có những chứng sau:
- Do sức công phá trong tủy: sốt, cảm lạnh, đau đầu, đau khớp.
- Do thiếu hồng cầu: mệt mỏi, yếu sức, da đổi thành màu trắng nhạt.
- Do bạch cầu không bình thường: hay bị nhiễm trùng.
- Do giảm khả năng làm đông máu: chảy máu nướu răng, dễ bầm.[3]
- Biếng ăn, tụt cân.
- Nếu bệnh nhân là nữ thì sẽ có hiện tượng ra mồ hôi về ban đêm.

## Phân loại và chẩn đoán
Phân loại và chẩn đoán ung thư bạch cầu dựa trên các đặc tính hình thái học và miễn dịch của tế bào ung thư. Trong những năm gần đây, các đặc điểm di truyền và phân tử sinh học cũng ngày càng được coi trọng.
Tùy vào loại tế bào liên quan, ban đầu ta phân biệt ung thư tủy từ ung thư bạch cầu. Ung thư tủy xuất phát từ tế bào tiền sử của các tế bào vi khuẩn, trong một khía cạnh rộng hơn còn bao gồm cả tế bào hồng cầu và tiểu cầu, trong khi ung thư bạch cầu liên quan đến các tế bào lympho và các tế bào tiền sử của chúng.
Hơn nữa, ta phân biệt giữa ung thư bạch cầu cấp và mãn tính dựa trên mức độ không trưởng thành của các tế bào ung thư có trong tủy xương và máu. Trong trường hợp ung thư bạch cầu cấp, chủ yếu là các tế bào ở giai đoạn rất sớm, không trưởng thành, gần như không có chức năng. Trong ung thư bạch cầu mãn tính, ta có thể quan sát thấy tế bào ung thư tăng lên, chúng đã phát triển nhiều hơn và tương tự như các tế bào máu chín, nhưng vẫn chưa hoàn toàn có khả năng hoạt động.
Chẩn đoán nghi ngờ thường có thể được xác định dựa trên xét nghiệm máu và xét nghiệm phân loại bạch cầu, tuy nhiên phân loại chính xác thường đòi hỏi phải thực hiện thủ thuật lấy mẫu tủy xương.